# Frank Achtenhagen
Frank Achtenhagen (* 28. Mai 1939 in Berlin) ist ein deutscher Wirtschaftspädagoge und Wirtschaftswissenschaftler, der von 1971 bis 2007 als Professor an der Georg-August-Universität Göttingen forschte und lehrte. Seine Forschungsschwerpunkte lagen insbesondere im Bereich der beruflichen Bildungsforschung.

## Leben
Achtenhagen wurde als Sohn des Bankkaufmanns Wilhelm und der Lehrerin Käthe geboren. Sein Vater starb noch im Jahr seiner Geburt. Von 1943 bis 1946 wurde er nach Köflach evakuiert, wo er 1945 eingeschult wurde. Seine weitere Schulbildung setzte er in Berlin fort und machte sein Abitur am Evangelischen Gymnasium in Berlin-Grunewald. Achtenhagen studierte ab 1958 Wirtschaftspädagogik an der Freien Universität Berlin. In dieser Zeit absolvierte er mehrmonatige Praktika in Finnland und Spanien. 1963 beendete er sein Studium mit der Diplomarbeit Die Auswirkungen des Einsatzes elektronischer Datenverarbeitungsanlagen auf die Verwaltungszentralisation industrieller Unternehmen. Es folgte direkt nach seinem Examen die Referendarszeit. Zwei Jahre später legte er seine 2. Staatsprüfung für das Amt des Studienrates an Kaufmännischen Schulen ab. Hier schrieb er seine Arbeit über Kybernetische Ansätze zur optimalen Programmierung von Hausaufgaben im Spanischunterricht an Kaufmännischen Berufsfachschulen. 1965 heiratete er auch seine erste Frau, eine 1990 verstorbene Lehrerin, mit der er zwei Töchter hat. Anschließend arbeitete er ein halbes Jahr als Dozent an der Wirtschaftsakademie, wurde dann zuerst wissenschaftlicher Assistent am Institut für Wirtschaftspädagogik der Freien Universität Berlin und erhielt dann zum Wintersemester 1966/67 einen Lehrauftrag. Achtenhagen promovierte 1969 mit der Schrift Grundlagen und Probleme einer Didaktik des fremdsprachlichen Unterrichts an Wirtschaftsschulen – Entwurf eines Forschungsprogrammes zum Dr. rer. pol. Bis 1971, als er ordentlicher Universitätsprofessor für Wirtschaftspädagogik an der Georg-August-Universität Göttingen wurde, war er wissenschaftlicher Assistent, später Akademischer Oberrat am Pädagogischen Seminar der Westfälischen Wilhelms-Universität Münster. Im September 2007 wurde er emeritiert. In zweiter Ehe ist er mit der Professorin und Wirtschaftspädagogin Susanne Weber verheiratet.

## Forschungsschwerpunkte
Die didaktische Aufbereitung von Lernsequenzen und die Entwicklung von Modellen zur Beschreibung von Lehr-Lern-Zyklen zählen zu den wesentlichen Forschungsschwerpunkten Achtenhagens. Insbesondere interessierte er sich für die empirische Überprüfbarkeit und die Messung beruflicher Kompetenz sowie die Erarbeitung der Grundlagen eines Berufs-PISA. Er prägte diesbezüglich den Begriff „Mehrdimensionale Lehr-Lern-Arrangements“, der im Rahmen eines Handlungsorientierten Unterrichts eine besondere Rolle verdient hat. Er erforschte dabei auch Planspiele und computergestützte Simulationen und setzte damit einen Bezug zum Modell der vollständigen Handlung aus der Berufspädagogik. Weiterhin setzte er sich für die Gleichwertigkeit von allgemeiner und beruflicher Bildung ein.

## Auszeichnungen
Im Juli 1991 wurde Achtenhagen der Doktortitel der Wirtschaftswissenschaften ehrenhalber (Dr. oec. h. c.) durch die Universität St. Gallen verliehen. Ein Jahr später erhielt er die Otto von Guericke-Plakette durch die Technische Universität Magdeburg und 1995 die Universitätsmedaille durch die Universität Helsinki. 2000 zeichnete ihn die Philosophische Fakultät der Universität Helsinki mit der Verleihung des Doktortitel der Philosophie ehrenhalber (Dr. phil. h. c.) aus. Für 2020 wurde Achtenhagen der Ernst-Christian-Trapp-Preis zugesprochen.

## Mitgliedschaften und Tätigkeiten
Achtenhagen konnte sich während seiner Laufbahn Mitglied und Vorsitzender zahlreicher Ausschüsse, Expertengruppen und Kommissionen im Bereich „Berufliche Bildung“ und „Berufliche Erziehung“ im In- und Ausland nennen. Beispielsweise hatte er 1974 bis 1978 den Vorsitz der Kommission „Berufs- und Wirtschaftspädagogik“ der Deutschen Gesellschaft für Erziehungswissenschaft (DGfE) inne, bei der er von 1980 bis 1988 Mitglied des Vorstandes war. Ab 1988 und 2001 war er je ein Jahr Dekan des Fachbereichs Wirtschaftswissenschaften der Universität Göttingen, an der er seitdem 5 Jahre lang dem Professorenkollegium des Interdisziplinären Graduiertenkollegs „Handeln in komplexen ökonomischen Situationen“ angehörte. Von 1987 bis 1999 war er ebenfalls Mitglied des Beirats der Betriebsberufsschule der Bertelsmann AG in Gütersloh, worauf zeitgleich weitere Tätigkeiten im erziehungswissenschaftlichen Bereich folgten.
2013 wurde er Präsident des Leitungsausschusses Berufsbildungsforschung des Staatssekretariats für Bildung, Forschung und Innovation und im gleichen Jahr zum Fellow der American Educational Research Association ernannt.
Achtenhagen war auch im Printwesen tätig. So gab er bis unter anderem bis 2007 die Zeitschrift Unterrichtswissenschaft heraus. Außerdem ist einer derer Unterzeichner des Hamburger Appells.

## Werke (Auswahl)
- Lebenslanges Lernen im Beruf — seine Grundlegung im Kindes- und Jugendalter: Band 5: Erziehungstheorie und Bildungsforschung. Springer-Verlag, Berlin/Heidelberg 2013, ISBN 978-3-322-80864-6.
- Berufsbildungs-PISA: Machbarkeitsstudie. Franz Steiner Verlag, Stuttgart 2006, ISBN 978-3-515-08947-0.
- Meilensteine der beruflichen Bildung. Band 1. Die Lehr-Lern-Perspektive / The Teaching-Learning-Perspective. Bertelsmann Verlag, Gütersloh 2003, ISBN 978-3-7639-3015-9.
- Didaktik des Wirtschaftslehreunterrichts. UTB Verlag (Uni-Taschenbücher), Stuttgart 1998, ISBN 978-3-8252-1300-8.
- Lernhandeln in komplexen Situationen: Neue Konzepte in der betriebswirtschaftlichen Ausbildung. Gabler Verlag, 1992, ISBN 978-3-409-13397-5.
- Mehrdimensionale Lehr-Lern-Arrangements: Innovationen in der kaufmännischen Aus- und Weiterbildung. Gabler Verlag, 1992, ISBN 978-3-409-13389-0.